# Louise-Hippolyte (princesse de Monaco)
Louise-Hippolyte de Monaco (monégasque : Luisa Ipo̍lita ; italien : Luisa Ippolita), née le 10 novembre 1697 à Monaco et morte le 29 décembre 1731 au même endroit, fut une princesse souveraine de Monaco — la seule de l'histoire de la principauté. Elle meurt de façon prématurée en 1731, après seulement onze mois de règne. 

## Biographie

### Origines familiales
Louise-Hippolyte Grimaldi, princesse de Monaco est la fille du prince Antoine Ier et de Marie de Lorraine (12 août 1674-30 octobre 1724), elle-même fille de Louis Ier d'Armagnac (fils d’Henri de Lorraine, comte d'Harcourt) et de Catherine de Neufville de Villeroy.

### Princesse héritière puis souveraine de Monaco
N'ayant pas de fils légitime, le prince Antoine décide, en accord avec Louis XIV, que le futur mari de sa fille devrait adopter le nom des Grimaldi et pourrait régner conjointement avec la princesse son épouse.
Louise-Hippolyte accède au trône à la mort de son père le 20 janvier 1731.

### Mariage et enfants
Après l'échec de la proposition d'union avec le chevalier Grimaldi d'Antibes, elle épouse le 20 octobre 1715 Jacques de Goyon de Matignon, comte de Torigni (1689-1751). Il possède plusieurs terres autour de Cherbourg, Saint-Lô et les îles Chausey. Ils ont ensemble neuf enfants :
| Nom                                                                           | Naissance | Décès                     |
| ----------------------------------------------------------------------------- | --------- | ------------------------- |
| 1. Antoine-Charles, marquis des Baux                                          | 1717      | 1718                      |
| 2. Charlotte-Thérèse-Nathalie, religieuse au couvent de la Visitation à Paris | 1719      | 1790                      |
| 3. Honoré, marquis des Baux (Honoré III)                                      | 1720      | 1795                      |
| 4. Charles, comte de Carladès                                                 | 1722      | 1749 (mort de la variole) |
| 5. Jacques                                                                    | 1723      | 1723                      |
| 6. Louise-Françoise, Mademoiselle des Baux                                    | 1724      | 1729                      |
| 7. François-Charles, comte de Torigni                                         | 1726      | 1743                      |
| 8. Charles-Maurice, comte de Valentinois                                      | 1727      | 1798                      |
| 9. Marie-Françoise-Thérèse, Mademoiselle d'Estouteville                       | 1728      | 1743                      |

### Une union malheureuse
Le mariage est très malheureux car le nouveau prince préfère vivre à Versailles et multiplier les infidélités. Il se soucie peu de son épouse, isolée à Monaco. Pourtant Louise-Hippolyte est très amoureuse de son mari, comme en témoignent de nombreuses lettres conservées jusqu'à aujourd'hui.

### Fin de vie
Elle meurt à l'âge de 34 ans de la variole et son mari se fait introniser sous le nom de Jacques Ier avant d’abdiquer en faveur de son fils Honoré deux ans plus tard, qui devient à l'âge de 13 ans souverain sous le nom d'Honoré III.

## Armoiries
| Blason | Blasonnement : Fuselé d'argent et de gueules. |